# 小角舌筋
小角舌筋（しょうかくぜつきん）は、外舌筋の一つ。小角舌筋を外舌筋とするかどうかは議論があり、舌骨舌筋の一部とされることもあるが、オトガイ舌筋の繊維で分割されており、起始や方向も舌骨舌筋とは全く異なるとされる。小角舌筋が存在しない場合もあるが、およそ80%以上の例で存在が報告されている。
約2cmの長さで、 舌骨小角の内側および基部にて起こり、舌骨骨体の一部と接し、舌骨舌筋とオトガイ舌筋の間で、内舌筋繊維と混じる。
舌下神経の枝に支配されている。

## 追加画像

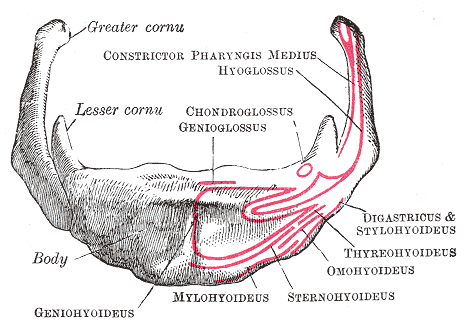
Hyoid bone. Anterior surface. Enlarged.